# Kurzährige Segge
Die Kurzährige Segge (Carex brachystachys) ist eine Pflanzenart aus der Gattung Seggen (Carex) innerhalb der Familie der Sauergrasgewächse (Cyperaceae).

## Beschreibung

### Vegetative Merkmale
Die Kurzährige Segge ist eine ausdauernde krautige Pflanze, die Wuchshöhen von 15 bis 30 Zentimetern erreicht. Sie wächst dichthorstig und bildet keine Ausläufer Die Stängel sind dünn, rund, schlaff und glatt. Sie sind nur an der Basis beblättert und meist leicht länger als die Blätter. Die Blätter sind fein borstlich gerollt und bis 1 mm breit. Die grundständigen Blattscheiden sind braun bis rotbraun und zerfallen in Platten.

### Generative Merkmale
Die Blütezeit reicht von Juni bis August. Die Kurzährige Segge ist eine verschiedenährige Segge. Das einzige männliche Ährchen ist hell rost-braun und lang gestielt; an seinem oberen Ende befinden sich manchmal weibliche Blüten. Die zwei oder drei weiblichen Ährchen sind lockerblütig und 1,5 bis 2 Zentimeter lang; dabei sind sie sieben- bis zehnmal so lang wie breit; sie stehen voneinander entfernt, ihr Stiel ist lang und dünn. Sie hängen zur Fruchtreife. Das untere Hüllblatt ist meist kürzer als das Ährchen. Die ganzrandigen Tragblätter sind purpurfarben-braun, haben einen schmalen Hautrand und eine grüne Mittelader; sie sind, nicht lang zugespitzt, am oberen Ende manchmal leicht gesägt und kürzer als die Frucht. Der Griffel trägt drei Narben.
Die kahle und feinadrige Frucht ist bei einer Länge von 3 bis 4 Millimetern lanzettlich schlank, dabei drei- bis viermal so lang wie dick; sie verschmälert sich allmählich in den Schnabel.
Die Chromosomenzahl beträgt 2n = 40.

## Vorkommen
Die Kurzährige Segge kommt in den Gebirgen von Mittel- und Südeuropa vor. Sie ist ein submeridional-subalpines bis temperat-subalpines, ozeanisches Florenelement. Sie ist in den Alpen verbreitet und kommt auch im Schweizer Jura und im Schwarzwald vor. Im Schwarzwald kommt sie nur an einem Fundort im Wehratal an einer nassen nordexponierten Felsennische vor.
Sie wächst in Mitteleuropa meist in feuchten Kalkfelsspalten, auf überrieselten Felsen, in Schluchten und auf Kalktuff. Sie ist pflanzensoziologisch eine Charakterart des Caricetum brachystachyos aus dem Verband Cystopteridion. Sie steigt in den Alpen bis auf eine Höhenlage von 2370 Metern. In den Allgäuer Alpen kommt sie im Tiroler Teil in einer Höhenlage von 1330 Metern im Höhenbachtal bis 2040 Metern nahe den Schochenalpseen bei Holzgau vor.
Die ökologischen Zeigerwerte nach Landolt et al. 2010 sind in der Schweiz: Feuchtezahl F = 4w (sehr feucht aber mäßig wechselnd), Lichtzahl L = 3 (halbschattig), Reaktionszahl R = 5 (basisch), Temperaturzahl T = 2+ (unter-subalpin und ober-montan), Nährstoffzahl N = 2 (nährstoffarm), Kontinentalitätszahl K = 2 (subozeanisch).

## Taxonomie
Die Erstveröffentlichung von Carex brachystachys erfolgte 1785 durch Franz de Paula von Schrank in Schrank und Moll: Naturhistorische Briefe über Oestreich, Salzburg, Passau, und Berchtesgaden, Band 2, Seite 285. Synonyme für Carex brachystachys Schrank sind: Carex compressa Kit. ex Willd. nom. illeg., Carex linearis Clairv., Carex mielichhoferi Willd. ex Kunth, Carex scheuchzeri Gaudin nom. illeg., Carex strigosa All. nom. illeg., Carex tenuis Host nom. illeg., Carex valesiaca Suter.